# Jacques Martin (cyclisme)
Pour les articles homonymes, voir Jacques Martin et Martin.
Jacques Martin, né le 16 avril 1952 à Vezin (province de Namur) et mort le 22 juin 2004 à Zaventem (province du Brabant flamand), est un coureur cycliste belge. Professionnel de 1973 à 1981, il participa au Tour de France 1978.

## Palmarès

### Palmarès amateur
- Amateur
  - 1965-1973 : 104 victoires
- 1971
  - 5e étape du Tour de Namur
- 1972
  - 3e du championnat de Belgique militaires
- 1973
  - Tour de Namur :
    - Classement général
    - 3e étape

### Palmarès professionnel
- 1975
  - Flèche hesbignonne
  - 2e du Tour du Condroz
- 1976
  - 2e du Samyn
  - 3e du Trèfle à Quatre Feuilles
  - 3e de Hyon-Mons
- 1977
  - 2e de la Course des raisins
  - 2e de Hyon-Mons
  - 3e du Trèfle à Quatre Feuilles
- 1978
  - 4e étape du Tour de Belgique
  - 3e étape du Critérium du Dauphiné libéré
  - 2e de la Flèche hesbignonne
  - 3e de Bruxelles-Ingooigem
  - 3e du Grand Prix de Wallonie
- 1980
  - 2e du Grand Prix de Wallonie
  - 3e du Circuit de Wallonie

## Résultats sur les grands tours

### Tour de France
1 participation
- 1978 : abandon (17e étape)

### Tour d'Espagne
1 participation
- 1976 : abandon (4e étape)